# 日産リバイバルプラン
日産リバイバルプラン（にっさんリバイバルプラン、英語: Nissan Revival Plan; 略称: NRP）とは、1999年（平成11年）10月18日に日産自動車のカルロス・ゴーンCOO（当時）が発表した同社の再建計画。
日産社内の若手・中堅幹部を中心とした組織、クロスファンクショナルチーム（CFT）を発足し、再建の計画をまとめたものである。

## 内容
3つ達成目標を掲げ、3のうち、1つでも未達成の場合は「経営陣全員が辞任する」と、カルロス・ゴーンが公約した。
1. 2000年度連結当期利益の黒字化
2. 2002年度連結売上高営業利益率4.5%以上
3. 2002年度末までに自動車事業の連結有利子負債を7000億円以下に削減

具体的な内容として、
- 村山工場、日産車体京都工場の量産車製造ライン、愛知機械工業港工場の車両組立工場3箇所、久里浜分工場、九州エンジン工場の部品工場2箇所を閉鎖し、国内の年間生産能力を240万台から165万台へと削減。
- 全世界でのグループ人員を2万1,000人削減し、購買コストを20%圧縮するために、下請企業を約半分に減らした。
- 子会社・関連会社1400社のうち、基幹部分として残す4社を除く全ての会社の保有株式を売却。これによって下請企業の合併再編が急速に進んだ。

## 成果
日本企業の商慣習の中で実現を危ぶむ声もあったが社長兼CEOとなったゴーンのもと、当初の予定より1年前倒しで、売上高などの業績を著しく向上させ、2003年までの4年間で2兆1,000億円もの巨額の借金を完済した。
予定より早く達成されたため、日産180をスタートさせた。一方で長年維持してきた業界2位の自動車メーカーの地位を本田技研工業へ明け渡す結果になった。

## テレビ番組
- 日経スペシャル ガイアの夜明け ゴーン改革最終章 〜DNAを受け継ぐ人たち〜（2005年3月1日、テレビ東京）[1]。